# Laurence Fournier Beaudry
Laurence Fournier Beaudry (* 18. Juli 1992 in Montreal, Quebec) ist eine kanadische Eistänzerin. 

## Karriere
Fournier Beaudry konzentrierte sich zunächst auf den Turnsport und begann 2001 auf Drängen ihrer Eltern mit dem Eislaufen. Zu Beginn ihrer Karriere lief sie mit Anthony Quintal. Zusammen mit Yoan Breton trat sie 2011 in der ISU Junior Grand Prix-Serie auf. Danach zog sich Breton zurück, nachdem er sein Ziel erreicht hatte, international anzutreten.
Laurence Fournier Beaudry hatte im Februar 2012 ein Probetraining mit dem dänischen Eistänzer Nikolaj Sørensen. Er beschloss, sich mit Vanessa Crone zusammenzutun, rief aber fünf Monate später Fournier Beaudry an, kurz nachdem Crone entschieden hatte, nicht mit ihm zu laufen.
Fournier Beaudry und Sørensen beschlossen, Dänemark zu vertreten, während sie weiterhin unter Marie-France Dubreuil und Patrice Lauzon in Montreal trainierten.
Mittlerweile ist das Eistanzpaar viermalige Grand-Prix-Bronzemedaillengewinner und viermaliger Challenger-Medaillengewinner, darunter Gold bei der CS Nebelhorn Trophy 2019. Bei den nationalen Meisterschaften sind Fournier Beaudry und Sørensen Silbermedaillengewinner 2022 und die kanadischen Bronzemedaillengewinner 2019.
Fournier Beaudry und Sørensen traten am Beginn ihrer Zusammenarbeit für Dänemark an, gewannen sechs Medaillen der ISU Challenger Series und vertraten Dänemark bei Welt- und Europameisterschaften. Im März 2018 entließ Dänemark sie, um Kanada zu vertreten, nachdem Fournier Beaudry die dänische Staatsbürgerschaft nicht erhalten hatte, um an den Olympischen Winterspielen 2018 für Dänemark teilzunehmen.
Ihr bestes Ergebnis bei Weltmeisterschaften erreichten sie 2021 mit Rang acht. Bei ihrer ersten Teilnahme bei den Olympischen Winterspielen 2022 belegte Fournier Beaudry nach Platz acht im Rhythmustanz und Platz elf in der Kür den neunten Gesamtrang.